# Кија Коцкар
Кристина „Кија” Коцкар (Зрењанин, 26. мај 1989) српска је певачица и бивша стјуардеса. Позната је по победи у првој сезони ријалити-шоуа Задруга. Објавила је своју аутобиографију Мој потпис.

## Живот и каријера

### Младост
Рођена је 26. маја 1989. године у Зрењанину, где је и одрасла. Похађала је Зрењанинску гимназију, након које је завршила Високу хотелијерску школу у Београду. Радила је као стјуардеса у Ер Пинку, Ер Србији и Етихад ервејзу.

### Каријера
Постала је позната након што је ушла у ријалити-шоу Задруга 1, где је 20. јуна 2018. године победила и освојила награду од 50.000 евра. Кија је затим одлучила да започне музичку каријеру, објавивши своју прву песму „Не враћам се на старо” у сарадњи са Министаркама, 20. јула исте године. Свој наредни сингл, „Потпис”, објавила је 6. септембра. Аутобиографију Мој потпис, у којој описује сцене из детињства, свађе њених родитеља, насиље у породици, тајне у браку са Слобом Радановићем, као и болести за коју се нада да је на време открила, издала је 22. октобра 2018. године. Крајем октобра, Кија је постала члан жирија у петој сезони певачког такмичења Пинкове звездице, а затим и у Пинковим звездама. Добила је награду за геј икону. Трећу песму, „Ко би рекао”, снимила је у сарадњи са певачицом Стојом и објавила 11. децембра. На додели Оскара популарности у Ваљеву, освојила је награду Београдски победник, за најпопуларнију медијску личност 2018. године, као и Награду за дует године, коју је поделила са бендом Министарке.
У фебруару 2019. године објавила је за Еф-Ем плеј спот и песму под називом „Аморова стрела”. У марту 2019. године је добила „Оскар популарности” у категорији Музичко откриће године у поп музици 2018. на манифестацији одржаној у Бањој Луци. Дана 15. јула 2019. објавила је песму „Златан” такође у продукцији Еф-Ем плеја. Песму и видео спот „Сањам” објавила је 21. октобра 2019. године.
Наредну песму и пратећи спот објавила је 23. јуна 2020. у продукцији Infinity Production-а. Реч је о дуету са српским певачем Ђанијем. Кадрови спота су урађени у ретро стилу. Истог дана певачи су одржали промоцију сингла у београдском ресторану. Песма је дан раније најављена на налогу продукције на Instagram-у. Следећу нумеру објављује 24. јула 2020. године на IDJVideos каналу у дуету са српским репером Sha, под називом „Pazi flow”, песма је урађена у реп жанру. За време лета објављује још једну соло песму под називом „Бејби” коју избацује 4. августа 2020. године за Еф-Ем плеј продукцију, песма је, како Кија каже, у „dance chill” вајбу. Глумила је у једном краткометражном филму под називом „Лудница суботње вечери”, као женска верзија хит комедије „Мамурлук у Лас Вегасу”, у организацији студената ФДУ. У овом филму глуми себе, заједно са познатом глумицом Евом Рас и Миланом Пајићем. Још један дует објављује 6. октобра 2020. године у сарадњи са једним од чланова Еф-Ем продукције, а реч је о КиммВ-у, песма се зове „Свиђаш ми се”, која је посвећена младим људима. У 2021. години, објављује песму заједно са Фоксом и ДЈ Шонетом за IDJVideos продукцију, песма је достигла врх YouTube трендинга под називом „Момак Лош”, музику је радио Дј Шоне, док је текст радио Влада Матовић.

## Дискографија

### Синглови
- Не враћам се на старо (са Министаркама, 2018)
- Потпис (2018)
- Ко би рекао (дует са Стојом, 2018)
- Аморова стрела (2019)
- Златан (2019)
- Сањам (2019)
- Лако ти је бити веран кад те нико не гледа  (дует са Ђанијем, 2020)
- Pazi flow (дует са Sha, 2020)
- Бејби  (2020)
- Свиђаш ми се (дует са КиммВ, 2020)
- Момак лош (дует са Фоксом и ДЈ Шонетом, 2021)

##### Да ли си довољно луд да мени кажеш да
- - Да ли си довољно луд да мени кажеш да (2021)
  - Каријера (2021)

### Видеографија
| Спот                                       | Година | Режисер                            |
| ------------------------------------------ | ------ | ---------------------------------- |
| Не враћам се на старо                      | 2018.  | Давид Љубеновић                    |
| Потпис                                     | 2018.  | Предраг Марковић                   |
| Ко би рекао                                | 2018.  | Давид Љубеновић                    |
| Аморова стрела                             | 2019.  | Љуба Радојевић                     |
| Златан                                     | 2019.  | Давид Љубеновић                    |
| Сањам                                      | 2019.  | Љуба Радојевић                     |
| Лако ти је бити веран кад те нико не гледа | 2020.  | Марко Арсић                        |
| Pazi Flow                                  | 2020.  | Марко Тодоровић                    |
| Бејби                                      | 2020.  | Љуба Радојевић                     |
| Свиђаш ми се                               | 2020.  | Богдан Вељовић, Стеван Миловановић |
| Момак лош                                  | 2021.  | XVisual                            |
| Да ли си довољно луд да кажеш да           | 2021.  | Кија Коцкар                        |
| Каријера                                   | 2021.  | Кија Коцкар                        |
| Пепељуга                                   | 2022.  | Кија Коцкар                        |
| Слободна                                   | 2022.  | Кија Коцкар                        |
| Балада                                     | 2022.  | Кија Коцкар                        |
| Врела крв                                  | 2022.  | Кија Коцкар                        |
| Chica chica                                | 2022.  | Кија Коцкар                        |